# Division 2 1963/64
Die Division 2 1963/64 war die 25. Austragung der zweithöchsten französischen Fußballliga. Zweitligameister wurde der OSC Lille.

## Vereine
Teilnahmeberechtigt waren die 14 Vereine, die nach der vorangegangenen Spielzeit weder in die erste Division aufgestiegen waren noch ihre Lizenz – freiwillig oder gezwungen – aufgegeben hatten; dazu kamen vier Erstligaabsteiger.
Somit spielten in dieser Saison folgende 18 Mannschaften um die Meisterschaft der Division 2:
- zwei Mannschaften aus dem äußersten Norden (OSC Lille, US Boulogne),
- eine aus Paris (Red Star Olympique),
- fünf aus dem Nordosten (US Forbach, FC Metz, Absteiger FC Nancy, FC Sochaux, Racing Club Franc-Comtois Besançon),
- drei aus dem Westen (Absteiger Le Havre AC, AS Cherbourg, FC Limoges),
- sieben aus dem Süden (AS Béziers, die drei Absteiger FC Grenoble, SO Montpellier und Olympique Marseille, AS Aix, SC Toulon, AS Cannes).

Einen direkten Auf- und Abstieg in Abhängigkeit vom sportlich erzielten Ergebnis gab es lediglich zwischen erster und zweiter Profi-Division; nach dem Zweiten Weltkrieg war über einige Jahre ein Abstieg in die dritthöchste Spielklasse eingeführt worden, der allerdings inzwischen nicht mehr in Kraft war. Ein Zweitdivisionär konnte also alleine in dem Fall absteigen, dass er seine Lizenz abgab oder sie ihm entzogen wurde. Bisherige Amateurmannschaften hingegen konnten auch weiterhin nur dann zur folgenden Saison in die Division 2 aufsteigen, wenn sie vom zuständigen Verband FFF die Genehmigung erhielten, professionellen Status anzunehmen.
In dieser Saison gab es wieder eine Relegation zwischen den zwei am schlechtesten platzierten Erstligisten, die nicht direkt abstiegen, und den zwei besten, nicht direkt aufstiegsberechtigten Zweitligisten.

## Saisonverlauf
Jede Mannschaft trug gegen jeden Gruppengegner ein Hin- und ein Rückspiel aus, einmal vor eigenem Publikum und einmal auswärts. Es galt die Zwei-Punkte-Regel; bei Punktgleichheit gab das Torverhältnis den Ausschlag für die Platzierung. In Frankreich wird bei der Angabe des Punktverhältnisses ausschließlich die Zahl der Pluspunkte genannt; hier geschieht dies in der in Deutschland zu Zeiten der 2-Punkte-Regel üblichen Notation.
Mit Lille, das einen deutlichen Vorsprung aufwies, und Sochaux sicherten sich zwei „Gründungsmitglieder“ des Profifußballs in Frankreich von 1932 die beiden direkten Aufstiegsplätze, was über den Umweg der Relegationsrunde anschließend auch noch Toulon gelang. Dagegen erreichten die vier Vorjahresabsteiger nicht einmal diese Barrages, wenngleich Marseille und Grenoble sie nur knapp verfehlten. In der unteren Tabellenregion überraschte die Mannschaft aus Aix, die von den vier vorangegangenen Spielzeiten drei als Schlusslicht beendet hatte, mit einem ausgeglichenen Punktekonto und einem Platz im Mittelfeld diesmal positiv. Dafür übernahm Béziers, im Vorjahr noch Zehnter, die „rote Laterne“ der Division 2.
In den 306 Begegnungen wurden 896 Treffer erzielt; das entspricht einem Mittelwert von 2,9 Toren je Spiel. Die Torjägerkrone gewann Abderrahmane Soukhane (Le Havre) mit 21 Toren. Nach Saisonende gaben Le Havre und Nancy ihren Profistatus auf. Zur folgenden Spielzeit kamen aus der Division 1 mit Racing Paris, Stade Reims und dem OGC Nizza drei besonders namhafte Mannschaften hinzu. Neue Lizenzen für Amateurvereine erteilte der Fußballverband nicht, so dass die zweite Division dann mit nur noch 16 Teilnehmern spielen sollte.

## Abschlusstabelle
| Pl. | Verein                  | Sp. | S  | U  | N  | Tore    | Quote | Punkte |
| --- | ----------------------- | --- | -- | -- | -- | ------- | ----- | ------ |
| 1.  | OSC Lille               | 34  | 22 | 6  | 6  | 062:290 | 2,14  | 50:18  |
| 2.  | FC Sochaux              | 34  | 16 | 12 | 6  | 062:390 | 1,59  | 44:24  |
| 3.  | FC Metz                 | 34  | 15 | 11 | 8  | 054:400 | 1,35  | 41:27  |
| 4.  | SC Toulon               | 34  | 19 | 3  | 12 | 055:430 | 1,28  | 41:27  |
| 5.  | Olympique Marseille (A) | 34  | 15 | 10 | 9  | 059:470 | 1,26  | 40:28  |
| 6.  | FC Grenoble             | 34  | 14 | 11 | 9  | 046:360 | 1,28  | 39:29  |
| 7.  | Le Havre AC             | 34  | 14 | 8  | 12 | 058:550 | 1,05  | 36:32  |
| 8.  | SO Montpellier (A)      | 34  | 12 | 11 | 11 | 055:570 | 0,96  | 35:33  |
| 9.  | FC Limoges              | 34  | 14 | 7  | 13 | 052:580 | 0,90  | 35:33  |
| 10. | AS Aix                  | 34  | 13 | 8  | 13 | 046:400 | 1,15  | 34:34  |
| 11. | Red Star Olympique      | 34  | 11 | 10 | 13 | 053:610 | 0,87  | 32:36  |
| 12. | Racing FC Besançon      | 34  | 9  | 11 | 14 | 046:560 | 0,82  | 29:39  |
| 13. | AS Cannes               | 34  | 10 | 8  | 16 | 047:540 | 0,87  | 28:40  |
| 14. | AS Cherbourg            | 34  | 8  | 12 | 14 | 055:690 | 0,80  | 28:40  |
| 15. | US Boulogne             | 34  | 9  | 9  | 16 | 050:610 | 0,82  | 27:41  |
| 16. | FC Nancy (A)            | 34  | 10 | 7  | 17 | 045:610 | 0,74  | 27:41  |
| 17. | US Forbach              | 34  | 6  | 14 | 14 | 028:430 | 0,65  | 26:42  |
| 18. | AS Béziers              | 34  | 5  | 10 | 19 | 023:470 | 0,49  | 20:48  |

Platzierungskriterien: 1. Punkte – 2. Torquotient – 3. geschossene Tore
| (A) | Absteiger aus der Division 1 1962/63 |

## Relegationsrunde
Die Zweitdivisionäre trugen je zwei Barrages gegen die beiden Teilnehmer aus der ersten Division aus; Begegnungen zwischen Mannschaften aus der gleichen Liga gab es also nicht. Die beiden bestplatzierten Teams spielten in der folgenden Saison in der Division 1.
| Pl. | Verein                    | Sp. | S | U | N | Tore    | Quote | Punkte |
| --- | ------------------------- | --- | - | - | - | ------- | ----- | ------ |
| 1.  | Stade Français Paris (D1) | 4   | 2 | 1 | 1 | 010:800 | 1,25  | 05:30  |
| 2.  | SC Toulon (D2)            | 4   | 2 | 0 | 2 | 009:900 | 1,00  | 04:40  |
| 3.  | Racing Paris (D1)         | 4   | 2 | 0 | 2 | 008:900 | 0,89  | 04:40  |
| 4.  | FC Metz (D2)              | 4   | 1 | 1 | 2 | 008:900 | 0,89  | 03:50  |

|                      | SFP | TOU | RCP | MTZ |
| Stade Français Paris |     | 4:1 | –   | 2:1 |
| SC Toulon            | 3:1 |     | 5:1 | –   |
| Racing Paris         | –   | 3:0 |     | 2:1 |
| FC Metz              | 3:3 | –   | 3:2 |     |